# Atalantia
Atalantia es un género con 62 especies de fanerógamas perteneciente a la familia Rutaceae.

## Especies seleccionadas
- Atalantia acuminata
- Atalantia angulata
- Atalantia armata
- Atalantia aurantica
- Atalantia bilocularis